# Slezané
Slezané (slezsky Ślůnzoki/Ślōnzoki, Ślůnzocy/Ślōnzocy/Ślónzocy, Ślezacy apod., slezskoněmecky Schläsinger, polsky Ślązacy, německy Schlesier) je označení obyvatel historické země Slezsko. Používá se v několika různých významech:
1. příslušníci slezské národnosti, k níž se v roce 2021 v České republice hlásilo 12 451 obyvatel jako k jediné národnosti a celkem (i v kombinacích) 31 301 obyvatel a dále 585 700 obyvatel Polska převážně v Horním Slezsku (z toho 232 tisíc ji uvedlo jako první deklaraci, a 353 tisíc jako druhou)
2. osoby mluvící slezským jazykem, západoslovanskou řečí se sporným statusem rozšířenou v Horním Slezsku
3. v historickém kontextu příslušníci etnických skupin slovanského původu v Horním a okrajově i Dolním Slezsku považovaní tradičně za součást polského národa
4. němečtí Slezané (Schlesier), jichž většina byla po druhé světové válce odsunuta
5. obecně všichni obyvatelé Slezska, případně jen Horního Slezska, nehledě na jazykovou a národnostní příslušnost

Slezané ve významech 2–4 a jejich potomci žijí též mimo Slezsko, především v Německu a Spojených státech.

## Původ

Slezské kmeny v 10. století

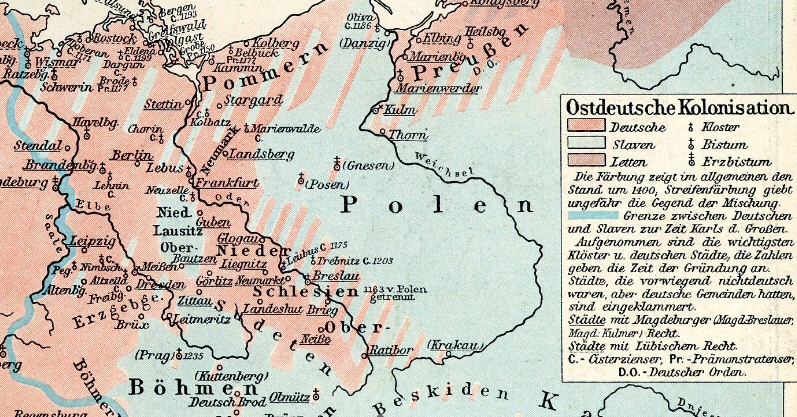
Německá východní kolonizace

V době bronzové obývali dnešní Slezsko nositelé lužické kultury. V posledních staletích před naším letopočtem se objevily germánské kmeny, které byly v období stěhování národů kolem roku 550 až 600 nahrazeny Slovany. Germánské osídlení proběhlo prostřednictvím Vandalů, kteří se sem přesunuli z jižní Skandinávie okolo roku 120 př. n. l. K hlavním vandalským kmenům patřili Silingové, první obyvatelé Slezska doložení v římských kronikách, od nichž je podle některých teorií odvozen název země. Archeologické nálezy dokazují, že v předgermánské době zde žili rovněž Keltové. Podle mladších objevů lze usuzovat, že kultury obou společností časem splynuly. V 6. století n. l. se vydala většina Vandalů na jih, některé klany však zůstaly a nově příchozí Slované žili zpočátku po boku zůstavších Germánů. Rovněž v tomto případě poukazují archeologické výzkumy na to, že obě společnosti přirozeně splynuly.
Bavorský geograf se zmiňuje o čtyřech slezských kmenech: Slenzané (v Dolním Slezsku v okolí hory Ślęża), Dědošané (pravděpodobně na severozápadě Dolního Slezska v okolí Hlohova), Opolané (v Horním Slezsku v okolí města Opolí) a Holasici (na Těšínsku a Opavsku). Objevuje se tam rovněž jméno Lupiglaa, které někteří badatelé interpretují jako kmen Hlubčiců. Kosmova kronika česká uvádí také Bobřany (na řece Bobr) a Třebovany (pravděpodobně v okolí Třebnice). V 9. století se jejich kmenová území dostala pod vliv Velkomoravské říše a po jejím pádu si je v roce 907 podmanila česká knížata z rodu Přemyslovců. V roce 990 dobyl Slezsko piastovský kníže Měšek I. a v následujících více než sto letech Slezsko několikrát měnilo svou příslušnost mezi raně polským a raně českým státem. V roce 1138 vzniká Slezské knížectví, které se postupně rozpadlo na řadu polonezávislých knížectví, jež byly potom inkorporovány do Koruny království českého.
Jindřich I. Bradatý, kterému se v roce 1230 podařilo na čas sjednotit slezská území, inicioval německou kolonizaci země, která se ve velké rozběhla po pustošícím vpádu Mongolů v roce 1241. Dříve neosídlené horské a podhorské oblasti v podhůří Sudet se záhy staly čistě německé, zatímco germanizace nížinné části Dolního Slezska byla dlouho trvajícím procesem završeným až v moderní době. Horní Slezsko si naopak udrželo etnicky smíšený charakter a v období rozmachu moderních národních hnutí v 19. století se v něm vyvinulo několik národnostních orientací. Formování se novodobé slezské identity ovlivnily časté změny politické příslušnosti a dělení země: v roce 1742 mezi Prusko a Habsburskou monarchii, po roce 1918 mezi Německo, Polsko a Československo. V souvislosti se změnou hranic po druhé světové válce došlo k výměně populace na značné části slezského území.

## Slezská národnost

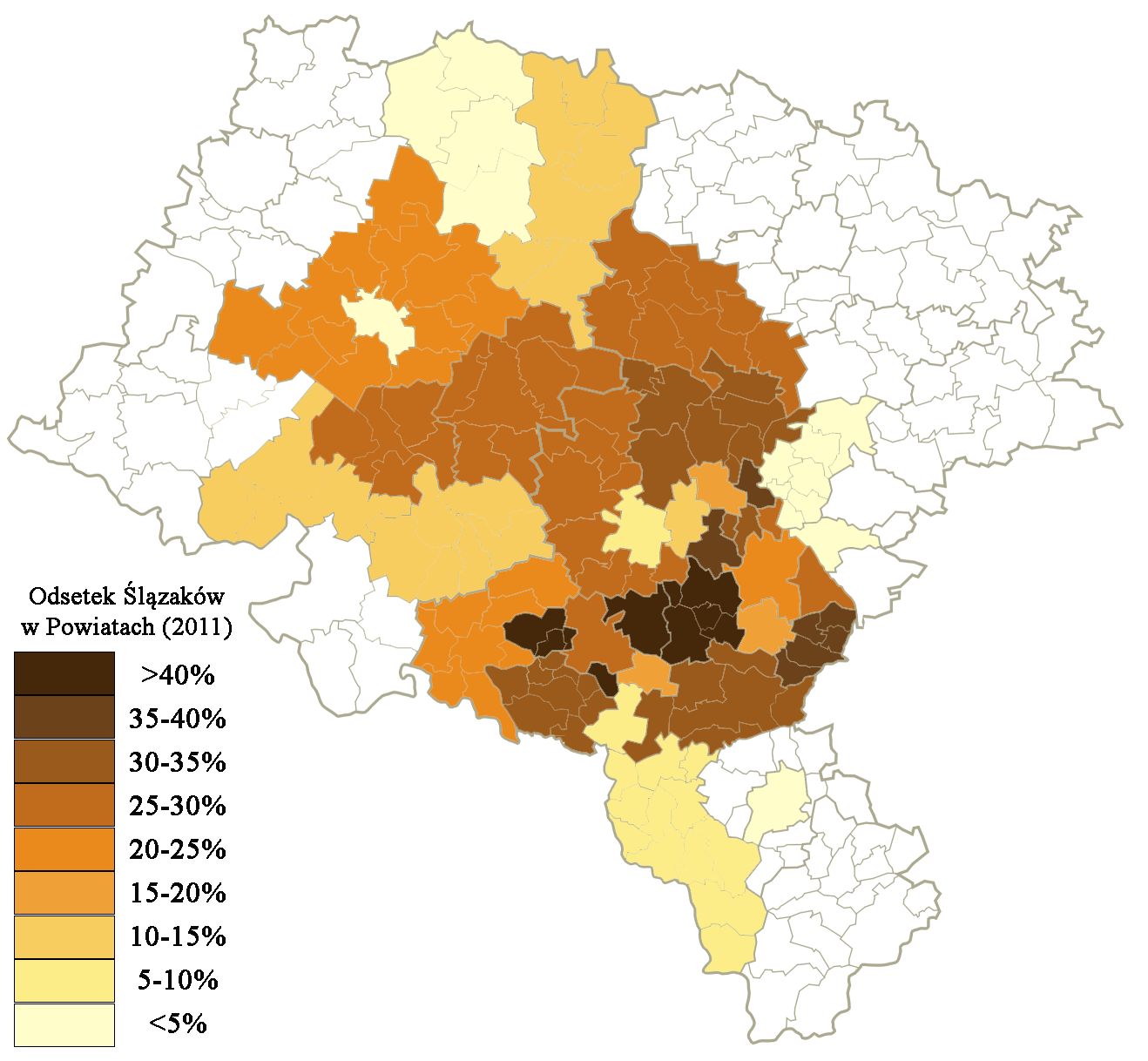
Slezská národnost v polském Slezsku v roce 2011

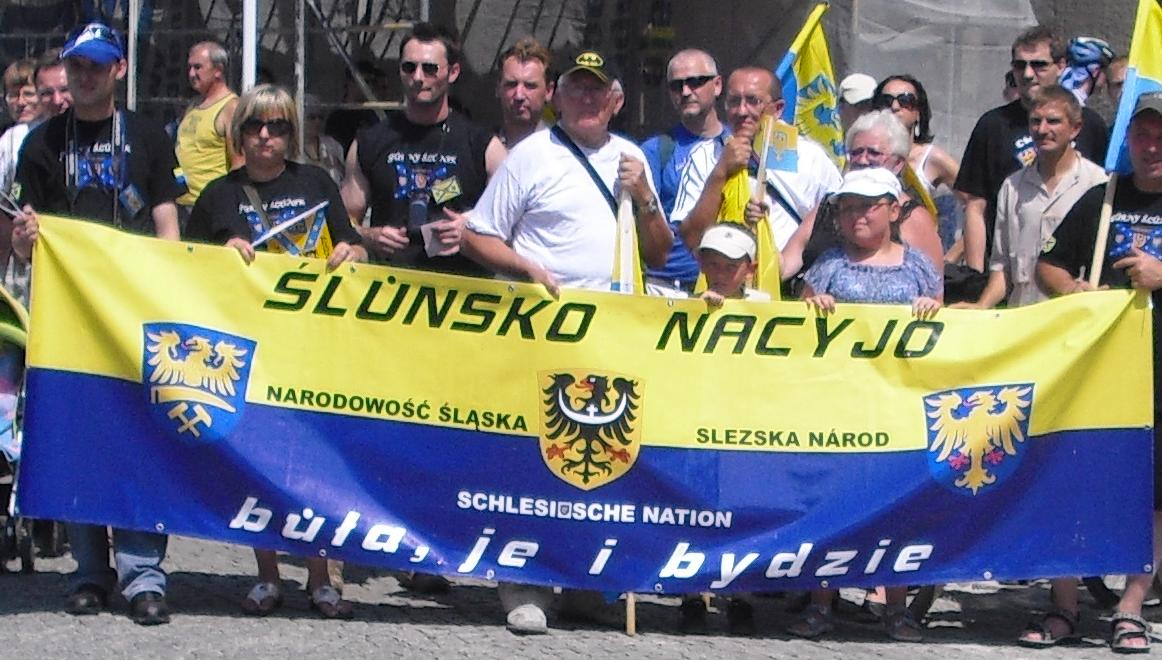
Slezský národ – byl, je a bude

V roce 2011 se ke slezské národnosti přihlásilo 847 tisíc polských občanů, z toho 376 tisíc ji uvedlo jako jedinou a 431 tisíc v kombinaci s polskou. Okresy s největším podílem slezské národnosti byly:
- Rybnik (venkov) – 41,5 % (31 554)
- Mikulov (Mikołów) – 40,5 % (38 140)
- Beruň-Lędziny – 36,9 % (21 318)
- město Slezské Pěkary – 36,5 % (21 147)
- město Slezská Ruda – 35,8 % (50 971)
- Vladislav (Wodzisław) – 34,3 % (54 319)
- město Chořov – 33,8 % (37 782)
- Tarnovské Hory – 32,7 % (45 178)
- město Świętochłowice – 32,2 % (17 119)
- Pština (Pszczyna) – 30,1 % (32 468)
- město Siemianowice Śląskie – 29,7 % (20 832)
- Strzelce – 29,0 % (22.317)
- město Rybnik – 27,9 % (39 323)
- Lubliniec – 27,4 % (21 142)
- město Myslovice – 26 3 % (19 836)
- Hlivice (venkov) – 26,1 % (30 050)
- Krapkowice – 25,9 % (17 058)
- město Katovice – 24,4 % (78 838)
- Ratiboř – 22,8 % (25.049)
- Opolí (venkov) – 20,3 % (27 019)

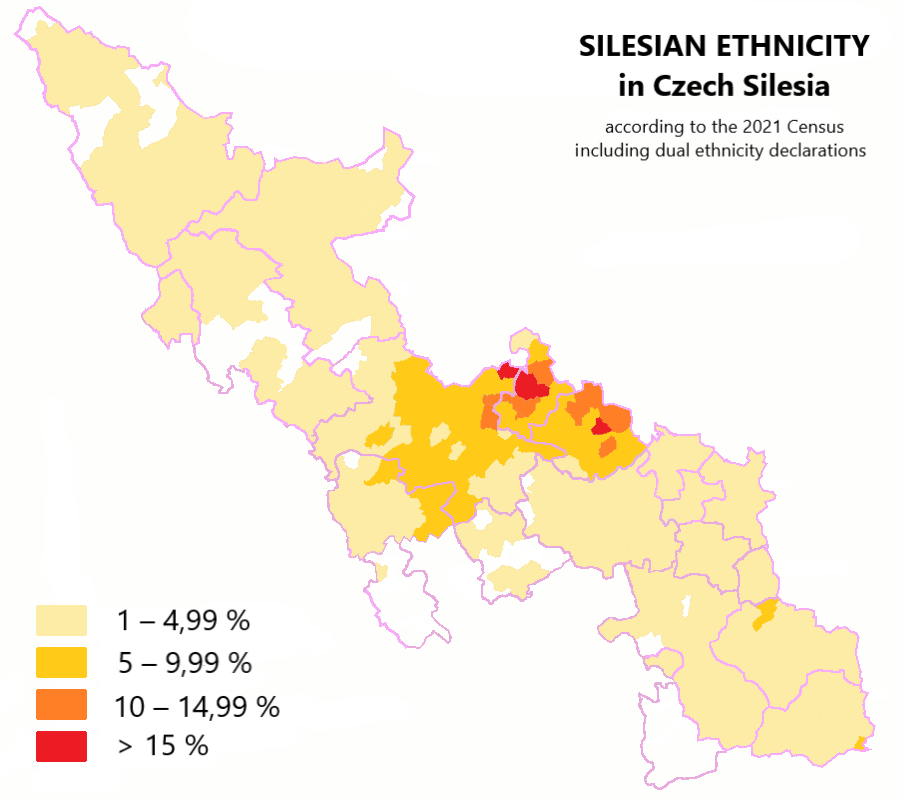
Slezská národnost v českém Slezsku v roce 2021

V České republice se ke slezské národnosti v roce 2021 hlásilo 31 301 obyvatel, z toho 12 451 ji uvedlo jako jedinou. Na území Českého Slezska žilo 27 218 etnických Slezanů, což představovalo 2,67 % jeho obyvatel. Obcemi s největším podílem slezské národnosti byly (všechny se nacházejí na Hlučínsku, kde se ke slezské národnosti hlásilo celkově 9,7 % tamní populace):
- Darkovice – 18,59 % (240)
- Kobeřice – 16,13 % (506)
- Hněvošice – 16,02 % (154)
- Závada – 14,49 % (83)
- Píšť – 13,38 % (269)
- Štěpánkovice – 13,14 % (40)
- Hať (okres Opava) – 12,69 % (314)
- Markvartovice – 12,31 % (261)
- Strahovice – 12,06 % (102)
- Velké Hoštice – 11,96 % (212)
- Rohov – 11,87 % (71)
- Chlebičov – 10,54 % (122)

Slezané nejsou uznanou národnostní menšinou v žádném státě. V Polsku o formální uznání slezské národnosti a přiznání slezštině statutu regionálního jazyka usilují organizace sdružené od roku 2012 v Hornoslezském výboru (Rada Górnośląska), mj. Sdružení osob slezské národností (Stowarzyszenie Osób Narodowości Śląskiej). Je to předmětem dlouhodobého politického sporu. Polský parlament v roce 2016 odmítl petici na zařazení Slezanů na seznam etnických menšin, pod kterým bylo sesbíráno 140 tisíc podpisů. V roce 2013 polský Nejvyšší soud prohlásil, že „nelze akceptovat tvrzení, že existuje nebo se formuje svébytný slezský národ“.
Historicky myšlenka svébytné slezské národnosti vznikla na začátku 20. století a nabyla významu zejména v období dělení regionu po první světové válce. V Rakouském Slezsku ji prosazovala Slezská lidová strana Josefa Koždoně a v Pruském Slezsku Svaz Hornoslezanů v čele s Ewaldem Lataczem. Na tehdejší „šlonzácké hnutí“ současní zastánci slezské národnosti otevřeně navazují.

### Problematika slezské národnosti na Těšínsku
Od roku 1880 v rámci pravidelného sčítání lidu zavedena v Rakousku-Uhersku rozhodnutím Taaffeho vlády otázka po jazyku, který je používán v „běžném styku“, a tím tedy od každého rakouského státního úředníka de facto požadováno národní vyznání.[zdroj?] Byl tím vytvořen prostor na cestě ke vznikání státně opozičních národních společenství. Jazykový ”numerus clausus” obsahoval devět obcovacích jazyků: němčina, čeština-moravština-slovenština, polština, rusínština, slovinština, srbochorvatština, italština, rumunština a maďarština), neobsahoval však jidiš a jazykové smíšeniny. Zde jsou míněny především jazyky, kterými mluvilo obyvatelstvo na pomezí Moravy a Slezska. Jakmile byla obecně uznána národnostní separace jako princip organizace společnosti, byla požadována stabilizace jazykových hranic, čemuž mělo sčítání napomoci[zdroj?]. Nastala však situace, což je především vidět ve Slezsku, kdy určitá část obyvatel se nemohla, nebo nechtěla zapojit do tohoto procesu a nemluvila ”úředně uznávanými jazyky”. Tato část obyvatel byla národnostně indiferentní, lépe řečeno jazyk zde nezprostředkovával národní vědomí[zdroj?]. Tato skupina, ale i ostatní části obyvatelstva ve východní části rakouského Slezska, se staly předmětem agitace především českých, polských a rakouskoněmeckých agitátorů v souvislosti s výše uvedeným „vyznáním“ se k určitému jazyku a tím i k národnosti.1) Zvláště česko-polský jazykově národnostní konflikt ve východním – těšínském Slezsku – byl silný: státoprávní nárok Čechů na veškeré země Koruny české byl v protikladu k polskému argumentu jazykové a etnické podstaty obyvatelstva. Jde především o otázku zařazení „Šlonzáků“ v tomto česko-polském konfliktů. O tom však později. Politický epilog těchto národnostních šarvátek nastal po 1. světové válce, kdy tu najednou stály proti sobě dva národní státy slovanské povahy, přičemž Němci ve Slezsku byli vyřazeni ze hry jakožto národnostní menšina.
V roce 1910 žilo na území celého rakouského Slezska žilo 756 949 obyvatel, z toho se 235 224 obyvatel hlásilo k polskému obcovacímu jazyku (31 %), český mluvící obyvatelstvo tvořilo v rakouském Slezsku menšinu – 23,82 %. Na vlastním Těšínsku žilo 434 821 obyvatel, z toho 233 850 Poláků (53,78 %), 115 597 Čechů (26,58 %) a 76 925 Němců (17,69 %).
Po vyhlášení Československé republiky převzali v západní části rakouského Slezska iniciativu němečtí politici a ve spolupráci se zemskou vládou prohlásili dne 30. 10. 1918 větší část Slezska a německé části Moravy za provincii Sudetenland. Mnohem složitější situace byla na Těšínsku. Dne 19. 10. 1918 se z představitelů polských politických stran ustavila v Těšíně Zemská národní rada Těšínského vévodství (Rada Narodowa Księstwa Cieszyńskiego) jako nejvyšší orgán polského lidu na Těšínsku. Z počátku nedávala najevo, že jejím programem je připojení Slezska k polskému státu, ač tento požadavek byl vyhlašován na táborech lidu. Ale již 29.10.1918 bylo na jejich plakátech oznámeno, že Rada převzala moc a zároveň oznámila přivtělení Těšínska k Polsku. Téhož dne byl v Opavě vyhlášen Národní výbor pro Slezsko Matičním domě v Opavě za účasti šestnácti představitelů českého života ve Slezsku a zároveň se prohlásil za jediný orgán, který je oprávněn převzít moc ve Slezsku. Problém zde byl s polskou Radou Narodowou, která vyhlásila převzetí moci nad Těšínskem (mimo okres Frýdek) a s provincií Sudetenland. Dne 31. října 1918 byl ustanoven Zemský národní výbor pro Slezsko ze zástupců sedmi politických stran jako nejvyšší orgán českého lidu. Moc a praktická činnost Zemského národního výboru byla minimální. Polská Rada Narodowa a Zemský národní výbor vykonávaly správu prakticky jen na omezeném území s tím, že v lepším postavení byla strana polská. Z tohoto důvodu a z obavy před možností bouří se obě strany sešly v Orlové ve dnech 2. a 5. listopadu 1918 k jednání. Bylo dohodnuto, že Rada Narodowa bude vykonávat vládu nad okresy Těšín (Teschen) a Bílsko (Bielitz), Zemský národní výbor nad okresem Frýdek (Friedek), obce s českým obyvatelstvem v okrese Fryštát (Fryštát) budou Zemským národním výborem, s polským obyvatelstvem pod Radou. Měla být zřízená demarkační čára. Polská vláda dohodu schválila, reakce pražského Národního výboru byla opačná. Situace se stále více komplikovala a dohoda byla oboustranně porušována. Polská Moraczewského vláda vypsala volby do ústavodárného Sejmu, které se měly konat 26. ledna 1919 i na Těšínsku, Spiši a Oravě. Rada Narodowa zřizuje 1. ledna 1919 zvláštní zemskou vládu tzv. Rząd Krajowy. Situace se stává kritickou a vrcholí v tzv. sedmidenní válce ve dnech 23.–30. ledna 1919. Československá vojska začala obsazovat území na východ od demarkační čáry a postupovat až k řece Visle. Polská vláda odmítala tuto okupaci a nařídila odpovědět ”na násilí násilím”. Po týdnech bojů byl ozbrojený konflikt na příkaz Dohody ukončen, ale spor tím neskončil. Dne 12. února 1919 zahájila v Těšíně činnost spojenecká komise. Nová demarkační linie se nyní pohybovala podél košicko-bohumínské dráhy. Stanoviska obou stran se velmi vyhrotila.
Polská strana argumentovala důvody etnografickými, česká pak důvody historickými, dopravními a strategickými.
Němečtí politici se zasazovali o neutralizaci Slezska. Toto stanovisko podporovala Slezská lidová strana (Śląska Partya Ludowa, Schlesische Volskpartei) Josefa Koždoně hájící zájmy ”Šlonzáků”, kteří rovněž proklamovali nedělitelnost Těšínska a v konečně fázi konfliktů podporovali československé stanovisko.
Mírová smlouva s Rakouskem, smlouva ze St. Germaine en Laye z 10. září 1919, ve svém devátém artikulu stanovila, že osud teritoria „Těšína, Spiše a Oravy” bude rozhodnut plebiscitem. Je příznačné, že kdykoliv při jednáních na mírové konferenci hrál princip sebeurčení do rukou Rakouska, Beneš vždy argumentoval obranyschopnými hranicemi, ekonomickou životaschopností a dějinnou kontinuitou českých zemí[zdroj?]. Zdůrazňoval rovněž, že Československo „jako země pořádku a demokracie vytváří bariéru proti šíření bolševismu do střední Evropy, a proto by mělo požívat podpory Západu”. Tuto argumentaci používal vždy, kdy chtěl získat pro svou zemi politickou podporu[zdroj?]. Stejně argumentoval v dopise z 10. ledna 1919 Pichonovi, když plánoval okupaci celého Těšínska. Zdůrazňoval, že bolševismus ohrožuje tuto průmyslovou oblast, a proto musí být obsazena. Po rozhodnutí mírové konference o plebiscitu zasáhla oblast vlna nacionalistických kampaní a štvanic, krvavých potyček a stávek. Ani mezispojenecká plebiscitní komise nebyla schopna přispět k uklidnění situace. V době, kdy již nemohli Poláci počítat s podporou německé menšiny a Šlonzáků, začala polská representace prosazovat nahrazení plebiscitu arbitrážním jednáním, na což československá strana po určitém váhání přistoupila. V létě 1920, kdy bylo Polsko ve svízelné situaci a bolševická vojska se blížila k Warszawě, bylo jednání obnoveno. K dohodě o arbitráži došlo 10. 7. 1920 ve Spa. Pokles prestiže Polska v důsledku porážek ve válce se sovětským Ruskem, ekonomické zájmy koncernu Schneider–Creuzot a Larische ovlivnily arbitrážní jednání vyslanecké konference z 28. července 1920[zdroj?]. Československu se podařilo část Těšínska udržet. Protože novým státem požadované oblasti byly zajištěny silou zbraní, tato pařížská konference musela vzít toto fait accompli v úvahu. Pařížským rozhodnutím připadlo Československu území o rozloze 1272,8 km², Polsku pak území o rozloze 1 012 km² (celý politický okres Bílsko se 101 403 obyvateli – 65,23 % Poláků a 32,32 % Němců, 10 obcí a polovina města Těšín, po dvou obcích v okresech Fryštát a Jablunkov a na polovinu bylo rozděleno celkem 15 obcí v okresech Fryštát, Těšín a Jablunkov s 28 600 obyvateli). Československo obnovilo moc na těšínském území a ve dnech 6.–10. 8. 1920 vstupuje na toto území české vojsko a četnictvo a je obnovena správa českých orgánů. Podle sčítání lidu z 15. 2.1921 žilo na území Slezska celkem 672 268 obyvatel, z toho bylo 296 194 Čechoslováků (44,10 %), 252 365 Němců (37,62 %) a 69 967 Poláků (10,32 %), na vlastním Těšínsku s 311 183 obyvateli (politické okresy Těšín, Fryštát, Frýdek) to bylo 177 626 Čechoslováků (65,1 %), 69 360 Poláků (25,4 %) a 23 005 Němců (9,5 %). Došlo k velkému snížení počtu polské populace proti roku 1910 způsobeny především předáním části Těšínska pod správu polského státu. Slezskou resp. těšínskou zvláštností bylo zjišťování „Šlonzáků”, kteří však na základě tzv. obcovací řeči byli přičleňování k jednotlivým národnostem. V roce 1921 bylo zjištěno 47 314 Šlonzáků (24 299 Čechoslováků, 1408 Němců, 21 607 Poláků).

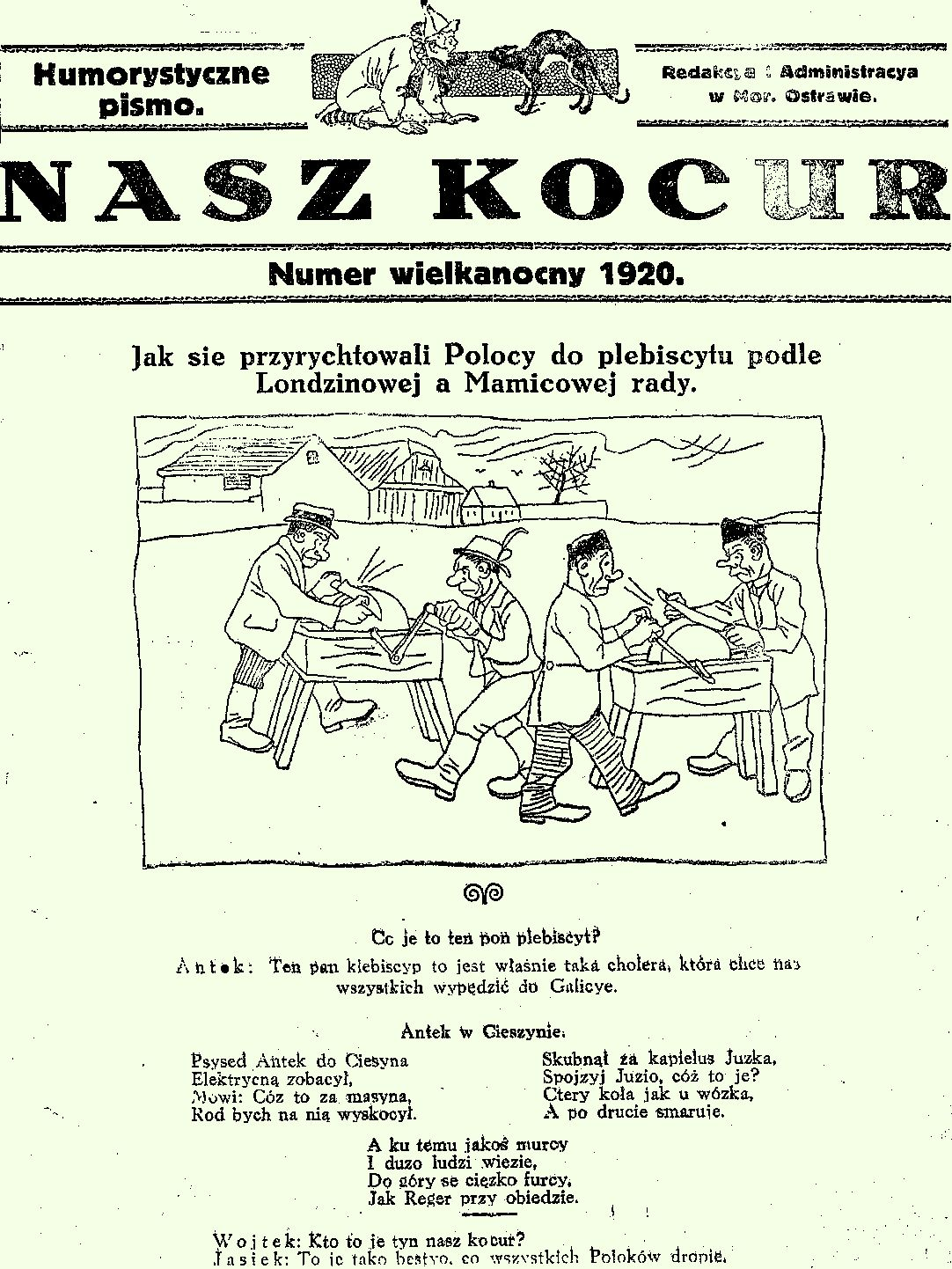
Protipolská šlonzácká agitace v humoristickém listu „Nasz Kocur“, vydávaném Josefem Koždoněm v Moravské Ostravě

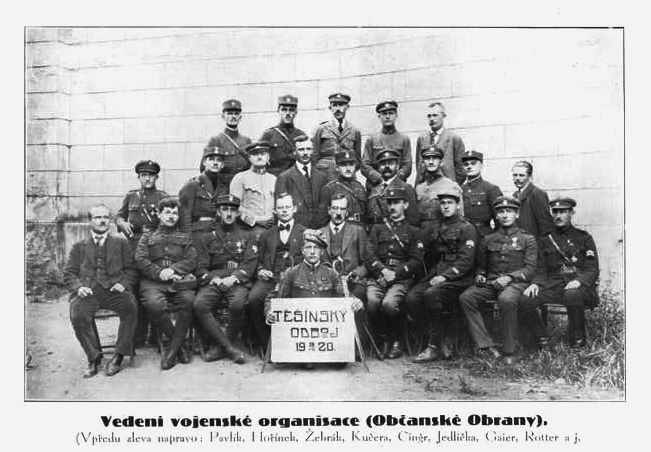
Vedení české vojenské organizace, tzv. Občanské obrany

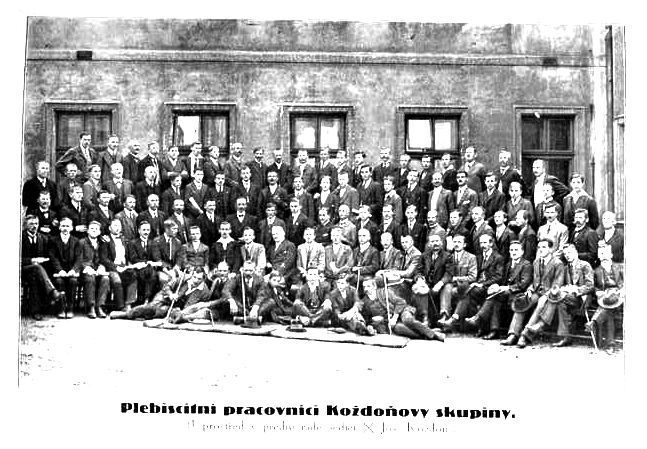
Skupinové foto plebiscitních pracovníků tzv. Koždoňovy skupiny (Šlonzáci), agitující pro Československo (Josef Koždoň sedí v přední dolní řadě, označen bílým křížkem)

Na Těšínsku se v průběhu minulého století vytvořila vedle národnostně uvědomělých Čechů, Poláků a Němců, početná skupina místního obyvatelstva, která se nehlásila k žádné z výše uvedených jazykových skupin. Slovanské obyvatelstvo zde tvořilo několik nářečových skupin, protože znalost spisovných forem sousedních národů byla minimální, nevytvořilo se jazykové povědomí sounáležitosti: část obyvatel (především ve Slezsku, které dříve patřilo Moravě – Opavsko, Krnovsko...) nazývala tento jazyk moravským a podle položení skupiny se nazývali buďto Slezany, Ślązaky, Šlunzoky. Název Šlonzaci vycházel z pojmu historicko-geografického a byl dokladem územního pojetí národa a neexistence národa jazykového. V období zvýšené migrace z Čech a Haliče vzniká – roku 1908, zásluhou učitele ze Skočova (Skotschau) Josefa Koždoně – výše jmenována Slezská lidová strana. Místní obyvatelstvo lišilo se od Čechů jazykově, od Poláků z Haliče pak kulturní a hospodářskou úrovní (Galicyan, Polok, Pšonk byly v té době nadávkou). Šlonzaci se obávali, že Češi svou tichou čechizací, beroucí jim jejich jazyk zděděný po otci a Poláci svou snahou připojit Těšínsko k Polsku, ohrožují samou existenci Šlonzáků. Slezsko bylo pro ně rakouskou zemí, nepatřící k Velkopolsku, ani ke Koruně a její obyvatelé chtějí žít v souladu s Němci. Po vzniku Československa ztratila Slezská lidová strana část svého programu a začala podporovat německý požadavek neutralizace Slezska. Když Koždoň zjistil v Paříži nereálnost tohoto plánu začal podporovat československý plán nedělitelnosti Těšínska a jeho příslušnost k ČSR. Ke změně politiky ho vedly především důvody hmotné a politické. V mnohonárodním Československu viděl lepší možnosti než v nacionalistickém a centralizovaném Polsku. Obdobně soudili i těšínští Němci, kteří se obávali, že připojením k Polsku dojde brzy k asimilaci, kulturní a národní statky by však mohli udržet jedině tehdy, když by našli cestu ke spojení s 3,5 miliony Němců v ČSR. Připadne-li Těšínsko k ČSR získají zde nejen 77 000 Němců, ale také 300 000 Šlonzáků a spolu tak mohou vytvořit dostatečně silnou opozici. Postavení Šlonzáků se stává v třicátých letech do mezinárodních souvislosti neboť se stal součásti německé propagandy. Šlonzaci byli považování za jeden ze ”zárodků národů” žijících na hranicích říše. Vycházelo se z premisy, že na území středně východní Evropy je promícháno původní obyvatelstvo se sousedními velkými národy. Tito obyvatelé se bez ohledu na obcovací řeč přimkli tam, kam je vedlo 400 let vzájemného soužití, hospodářské a zeměpisné příslušnosti, a vzniklo mezi nimi jakési duchovní spojení. Tyto „zárodky národů“ byly obvykle nazývány „eigensprachige Kulturdeutsche“, neboť pokrevní příbuznost, stejná kultura, historické společenství a vůle ke společenství vytváří národ. Uznání Šlonzáků jako zvláštní národnosti při sčítání lidu bylo pro Lidovou stranu uznáním statu quo a vítězstvím nad Čechy v období let 1918–1922, kdy podle nich byl útlak největší. V roce 1930 je při sčítání evidováno mezi československými příslušníky 24 199 Šlonzáků (10 106 národnost československou, 8 211 českou, 2150 polskou, 191 německou a 4 036 ji blíže neoznačilo). Po polských protestech zdůrazňujících, že ti kdo se přihlásili za Šlonzáky – Čechoslováky, měli na mysli zřejmě státní příslušnost, a ne národnost, bylo provedeno další sčítání v této kategorií, z níž se pak 4 486 těchto Šlonzáků prohlásilo za Poláky a 5 602 za Čechy. Spojenectví Němců a Šlonzáků se odrazilo také ve volbách v roce 1935, kdy pro polské kandidáty hlasovalo jen 28 000 voličů. Vedení SLS od roku 1933 spolupracovalo se sudetskými stranami, i když s nimi nesplývalo, protože ”podle tehdejší situace se ukázalo být nutným mít k použití národnostní skupinu mluvící slovanským dialektem jako taktickou jednotku, aby v případě, že východoslezská otázka nebude řešena německou brannou mocí /.../ dala záminku Říši a jejím eventuálním spojencům, aby se stali zárukou tohoto, přislíbeného, avšak neprovedeného závazku /.../” (Walter Harbich). SLS zaslala v druhé polovině roku 1938 řadu memorand, vyžadující plebiscit, přislíbený roku 1919.
Zájmy polské národnostní skupiny v období první republiky hájily tyto polské politické strany (jako jediné měly svá sídla ve Slezsku), Zwązek Śląskich Katolików (list Nasz Kraj), Stronnictwo Ludowe (list Prawo Ludu), které se lišily náboženskou orientaci a mírou demokratičnosti svých programů. Slabším partnerem byla Polska Socjalistyczna Partia Robotnicza (list Robotnik Śląski), od které se pak odštěpila levice, která přešla do KSČ. Jak již byla výše uvedeno působila na Těšínsku SLS (list Ślązak, později Nasz Lud), která v parlamentních volbách nikdy nepostavila svého kandidáta, vůdce strany Koždoň byl však českotěšínským starostou. Výrazem politické stabilizace a aktivismu, který se projevoval více u Poláků než u Němců, byla těsná spolupráce mezi polskými socialisty.
Ani zrušení země Slezsko organizačním zákonem č. 125 Sb. z. ze dne 14. 7. 1927, který vstoupil v platnost 1. 12. 1928, kdy vznikla země Moravskoslezská, nezmírnilo aktivistické tendence ke spolupráci. Toto zrušení Slezska bylo v rozporu s dřívějšími ujištěními z plebiscitního období a vyvolalo všeobecný nesouhlas polských, německých i většiny českých stran v zemi. Němci i Poláci se však obávali české majorizace. Na druhé straně to však rovněž vedlo k rozmachu iredentistických hnutí.
Fakta o rozvoji školství z té doby dokumentují, jaký prostor pro rozvoj své vzdělaností a kulturních aktivit dostalo především české obyvatelstvo. Ke konci školního roku 1927/28 bylo ve Slezsku 82 polských obecných škol s 9 527 žáky, 9 polských škol měšťanských s 1350 žáky, dále zde bylo polské gymnázium v Orlové (367 studentů), česko-polská odborná hospodářská škola. Růst polských škol v okresech Fryštát a Těšín byl však chápán v tomto prostoru jako útok proti Šlonzákům a Němcům. Polské národní zájmy chránily pak organizace jako Macierz Szkolna, Towarzystwo Nauczycieli Polskich aj. Základnu přívrženců SLS představoval nepoliticky Svaz Slezanů, hospodářskou pak Evangelická (od r. 1934 Slezská) lidová banka.
Od roku 1932 lze pozorovat změnu postojů polské minority vůči československé majoritě, a v to období, kdy se stal polským ministrem zahraničí Józef Beck, který se pokusil učinit z Polska vedoucí mocnost ve střední Evropě a realizovat potřebnou středoevropskou politiku jak vůči Moskvě, tak k Berlínu[zdroj?]. V březnu 1933 poznal, že k nějaké koordinované a důrazné politice vůči Německu není ochotna ani Francie ani ČSR. Když Polsko uzavřelo v lednu 1934 s Německem dohodu o neútočení a květnu 1934 obdobnou se SSSR, vyvolalo to v ČSR rozčílení a trpkost. Československé politické kruhy nabyly přesvědčení, že došlo k tichému spiknutí Polska a Německa. Dochází k radikálním změnám také na Těšínsku. Ústřední postavou polského nacionalistického hnutí na Těšínsku se stali generální konsulové Polska v Moravské Ostravě (L. Malhomme, A. Klotz). Polská publicistika začala psát o československém Těšínsku jako o kusu polské země, situaci Poláků v ČSR hodnotila jako tragickou a katastrofální, propagovala myšlenku polsko-maďarské hranice apod.

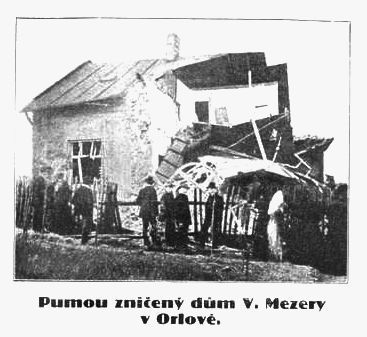
Dům ředitele spořitelny V. Mezery v Orlové, zničený při pokusu o atentát na Josefa Šnejdárka

Podle sčítání z roku 1930 žilo na území ČSR 100 322 Poláků (0,68 %), z toho však bylo jen 81 737 československými občany (0,57 %). Mimo zemí Moravskoslezskou žilo 2 200 Poláků. Poláci byli usazení v souvislém jazykovém území při východních hranicích Těšínska. Proti roku 1921 byl zaznamenán přírůstek 7 511 obyvatel hlásících se k polské národnosti (podíl v jednotlivých soudních okresech byl: Jablunkov 66,87 %, Český Těšín 42,11 %, Fryštát 34,09 %, v ostatních okresech Těšínska to bylo pod 10 %).
Ve volbách v roce 1935 se polské politické strany, mimo polských socialistů, spojily se Slovenskou ludovou stranou do tzv. autonomistického bloku. Volby jim však přinesly zklamání, jejich zájmy hájili jen dva poslanci Dr. Wolf a K. Jung[zdroj?]. Na druhé straně se na Těšínsku aktivizovalo české Národní sjednocení, které zde bylo silnější než ve vnitrozemí. Po anšlusu Rakouska sloučily se obě nejsilnější polské strany do strany Zwązek Polaków w Czechoslowacji, požadující polskou národnostní, hospodářskou a kulturní autonomii, Těšínsko mělo být prohlášeno územím výhradní polské teritoriální expanze, zároveň požadovali návrat do poměrů z roku 1918. Při obecních volbách v květnu a červnu 1938 však vliv polských nacionálních stran poklesl. Polské nacionální strany předaly Runcimanově misi soubor polských autonomistických požadavků a SLS předala tzv. Koždoňův pamětní spis. V Polsku kulminovala kampaň za připojení „Zaolzie”, do jehož záboru bylo začleněno nejen celé Těšínsko, ale také město Moravská Ostrava.

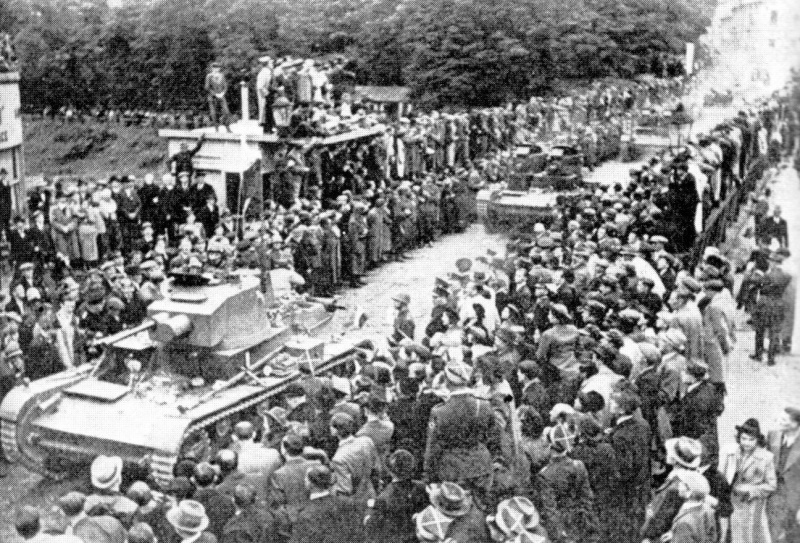
Polská armáda překračuje hraniční most přes Olši a vstupuje do Českého Těšína

Po Mnichovské konferenci dne 2. 10. 1938 překročila polská vojska řeku Olši a zabrala celý politický okres Fryštát (142 059 obyvatel), celý soudní okres Jablunkov (31 358 ob.), část soudních okresů soudní okres Český Těšín (52 798 ob.) a soudní okres Frýdek (4 265 ob.). Celý zábor tzv. Zaolzie měl k 15. 11. 1938 rozlohu 830 km² a žilo na něm 220 563 ob. (124 879 národnosti československé, 76 267 polské, 17 198 německé). Celé území bylo připojeno ke katowickému vojvodství. Po záboru byly ihned zavřeny české školy, zakázány české bohoslužby a likvidovány české spolky, české obyvatelstvo bylo vyzváno, aby do 1. 11. 1938 se vystěhovala z tohoto území. Masové vystěhování probíhalo od října 1938 do ledna 1939 a počet nuceně vystěhovalých se pohyboval mezi 20–50 000 obyvateli, s příklonem k horní hranici. Formy vyhnání byly různé, od prostého vyhrožování, propouštění z práce, přes různé formy násilí na majetku a osobách, zatýkání a úředního vypovídání s lhůtou 6, 24 a 48 hodin. Do svízelné situace se dostali také Němci, jak se ukázalo, byli Poláci svým nacionalismem daleko nebezpečnější než Češi. Německá statistika uvádí, že v tzv. Teschener Koridor bylo v roce 1938 200 000 ob. (20 000 Němců, 52 200 Šlonzáků, 67 000 Čechů a 56 000 Poláků). Rovněž tak SLS byla rozpuštěna a část vůdců byla nucena opustit zemi. Květen 1939 se stal mezníkem ve vztazích německo-polských, německá menšina a Šlonzaci začali organizovat tzv. Freikorpsy. Připojení Těšínska k Polsku vedlo rovněž k rozladění polského obyvatelstva v souvislosti s poklesem jejich životní úrovně.
Dne 1. 9. 1939 začalo obsazování polského záboru Těšínska německými vojsky a celé území bylo připojeno k pruskému Hornímu Slezsku. Jedním z faktorů politických cílů bylo podchycení Volksdeutsche, a později za jejich pomoci Šlonzáků a Němců podle původu. S tím souvisel zápis do německé „Volksliste“. Hlavním zdrojem, z něhož pocházeli volkslistáři na Těšínsku, byly osoby, které při sčítání v roce 1939 nechaly si zapsat tzv. slezskou národnost. Zatímco v roce 1930 připadalo na českou národnost 54 %, německou 7,4 % a polskou 31,88 %, přihlásilo se v prosinci 1939 k národnosti české 21,5 % obyvatel. Podle německých představ ”Hornoslezan” stejně jako Šlonzák patří zásadně mezi německé volkslisty”, Slezané i Šlonzaci byli zařazeni do skupiny jako Volksdeutsche. Volkslisty byly usneseními z 4. 3. 1941 a 31. 1. 1942 zavedeny. V prosinci 1941 bylo obyvatelstvo vyzváno, aby podávalo žádosti o přijetí mezi volkslisty. Tyto volkslisty posuzovala na místě bydliště skupina složená ze starosty, příslušného vedoucího NSDAP, úředníka bezpečnostní služby a dvou osvědčených Němců. při zápisu se přihlíželo k celkové osobnosti kandidáta, k jeho přihlášce k němectví, k původu a rasové způsobilosti. Podle stavu z října 1943 zůstalo na území bývalých politických okresů Těšín a Fryštát 11,8 % Poláků a 17,6 % Čechů, kteří nebyli zapsáni na německé volkslisty. Tak v bývalém okrese Těšín bylo v roce 1943 76,2 % Němců a v bývalém okrese Fryštát jen 62,3%. Porovnáme-li tyto zápisy se sčítáním z prosince 1939 a se soupisem z roku 1943 pak, zatímco se v roce 1939 k Čechům hlásilo 21,5 % a k Polákům 23,9 % a k slezské národnosti 34,3 %, byl poměr v říjnu 1943 následující: Češi 17,6 %, Poláci 11,7 %. Tento úbytek české, polské a slezské národnosti byl provázen vzrůstem německé národnosti. Z české národnosti přešlo k volkslistářům 3,9 %, hlavní úbytek nastal přechodem ke slezské národnosti a pak zde byl úbytek 30 000 Čechů v důsledku evakuace po polském záboru. Většina Čechů přešla k volkslistářům přes slezskou národnost. Podle instrukce těšínského landrátu z 20. 12. 1941 se k české národnosti nemohl přihlásit ten, kdo pochází z území napravo od řeky Olše.
Úplné právo měli jen říšští Němci, k privilegované skupině stáli nejblíže volkslistáři z oddělení 1. a 2. Do 1. oddělení (blau Volksliste - Ausweis) se zapisovali Němci, kteří takto aktivně vystupovali před záborem Těšínska, k 26. 10. 1939 nabyli říšské občanství (Reichsstaatsangehörige)
do 2. oddělení (blau Volksliste – Ausweis) ti, kteří tak nevystupovali, ale zachovali si němectví. Lze tedy říci, že to těchto oddělení byli zapsáni Volksdeutsche. K 26. 10. 1939 nabyli říšské občanství (Reichsstaatsangehörige)
do 3. oddělení (grüne Volksliste – Ausweis) byli zařazení obyvatele určení na převýchovu. Říšské občanství bylo možno získat na základě odvolání (Reichsstaatsangehörige “auf Widerruf” - §5 Abs. 2 Verordnung über die Deutsche Volksliste.)
do 4. oddělení (rote Volksliste – Ausweis) byli zapsáni ti Němci, kteří politicky přešli k polství. Jejich postavení bylo jen málo odlišné od původních Poláků.
Postavení ostatních národnosti bylo odlišné, Češi měli příznivější postavení než Poláci. Češi na Těšínsku byli buď vedeni jako tzv. Schutzangehörige des Deutschen Reich (přiznání k české národnosti bylo německou správou uznáno – tzv. Selbstbekenntnis zum Tschechentum) nebo jako Protektoratsangehrige (nezískali po polském záboru polskou státní příslušnost ani neztratili domovskou příslušnost k protektorátní obci).
Po ukončení 2. světové války se poprvé otázkou volkslistů zabýval župní koordinační výbor v Ostravě na schůzi 18. 6. 1945, kdy bylo rozhodnuto, že se pojem volkslista ruší a neuznává se. Na Těšínsku jsou pouze Češi, Poláci a Němci a dle toho bude stanoven další postup. Výsledky jednání byly pak zveřejněny provoláním pod názvem „Lidé těšínský” z 21. 6. 1945. Rozhodujícím pro řešení otázky volkslistů se stal Dekret presidenta republiky z 2. 8. 1945 o úpravě československého státního občanství osob národnosti německé a maďarské č. 33/1945 Sb. a to především § 2 odst. 1 a § 1 odst. 4. Žádosti o státní příslušnost se však nesmělo vyhovět, porušil-li žadatel povinnosti československého občana, a to se týkalo také činnosti v roce 1938. Tato interpretace se velmi dotýkala občanů polské národnosti, když bylo bráno v úvahu jejich chování před 1. říjnem 1938 a po 1. říjnu 1938.
Osoby zapsané do 1. a 2. oddělení volkslisty se dávaly do internačních táborů a pokud se pohybovaly na svobodě, týkala se jich nařízení vztahující se na Němce.
Na osoby z 3. a 4. oddělení volkslisty se neměly vztahovat omezující nařízení. V prvním období byli projednáni volkslistáři 3. a 4. odd. a k 8. 2. 1946 bylo v okrese Fryštát podáno 39 102 žádostí a kladně bylo vyřízeno 36 077, tj. 92,26 %, v okrese Český Těšín bylo podle stavu k 18. 1. 1946 z 36 000 žádostí vyřízeno jen 2 203 tj. 6,12 %. Díky rychlejšímu postupu MV ČSR bylo zde schváleno a potvrzeno k 1. 12. 1946 již 40 700 rehabilitaci. Proti takovému postupu protestovaly různé české organizace, jako např. Čs. obec legionářská (7. 4. 1947 župní konference v Ostravě) a obdobně také některé MNV v oblasti (Petřvald, Hradiště, Nový Bohumín a další). Objevovaly se rovněž žádosti o revizi rehabilitaci. Šlo především v převážné míře o občany polské národnosti, a to vzhledem k aktivitám polské vlády okolo revize hranic a znovuzískání Těšínska. Cit,: „...mnozí z rehabilitovaných si své očištění nezaslouží, někteří z nich začínají vystupovat vůči všemu českému a mnozí mají přímé styky s odsunutými Němci”. Také sociální demokraté poukazovali na to, že na Těšínsku je postup v této věci jiný než na Hlučinsku, ”když hodně často s poukazem na vyšší zájmy je doporučováno, aby se mlčky přecházely věci daleko významnější”. Národnostní spory polsko-české zde byly řešeny v rámci scénáře společných polsko-československých zájmů v mezinárodním měřítku a v rámci politiky SSSR. Nesmíme zapomenout, že KSČ měla na Těšínsku po květnových volbách největší zastoupení a také nejlépe plnila plány Moskvy ve středovýchodní Evropě. Po únoru 1948 bylo zproštěno viny 326 Poláků odsouzených podle dekretů o provinění proti národní cti. Toto urychlené řešení volkslistů mělo také národnostní podtext, uvědomíme-li si, že mnoho Čechů se v prosinci 1939 hlásilo k tzv. slezské národnosti a po roce 1945 většina z nich hledala cestu k národnosti české. V roce 1946 se k národnosti polské hlásilo v okrese Fryštát 24 337 obyvatel a v okrese Český Těšín 22 123 obyvatel, v roce 1948 to již bylo 28 868 a 26 936 osob. Komunisté prosazovali proti volkslistařům velmi benevolentní politiku, s cílem získat jich co nejvíce, pokud možno všechny, do svazku ”lidově demokratického svazku” a zároveň vytvořit základnu pro svou stranu. Ostatní byli kvalifikováni jako Němci a byli odsunuti do Německa. Z okresu Český Těšín bylo odsunuto v letech 1946–47 celkem 1 600 osob (1946: 1588 os., 1947 12), přitom se k německé národnosti v roce 1930 hlásilo 5 994 osob, z okresu Fryštát bylo odsunuto 2 770 osob. Co se týká retribučního zákona, bylo zde stíháno 5 000 osob čs. státní příslušnosti, z toho byla třetina Poláků.

## Slezský jazyk

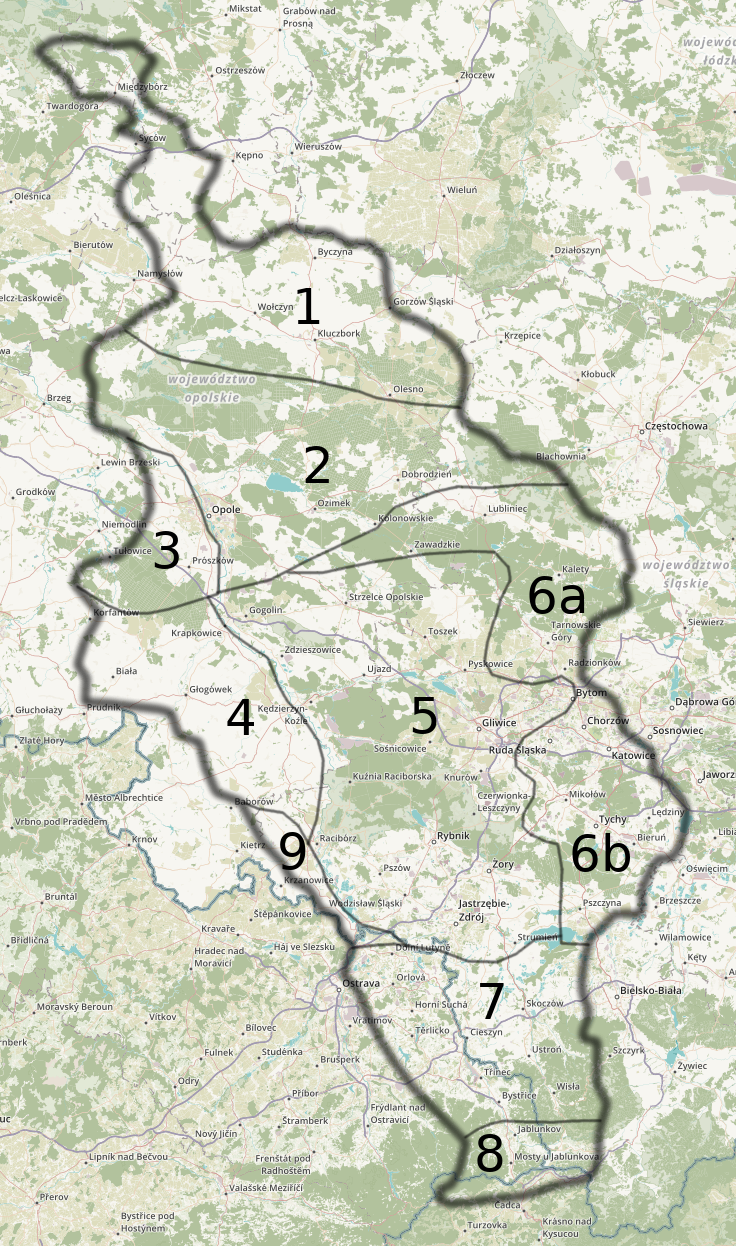
Mapa slezských nářečních skupin podle Alfreda Zaręby:
1. kluczborská
2. opolská
3. niemodlinská
4. prudnická
5. hlivická
6a. hlivicko-opolského pomezí
6b. slezsko-malopolského pomezí
7. těšínská
8. jablunkovská
9. slezsko-lašského pomezí

K slezštině jako jazyku kontaktů v domácnosti se při sčítání lidu v roce 2011 přihlásilo 529,4 tisíc obyvatel Polska. Pro české území podrobné údaje nejsou dostupné, protože deklarace slezského mateřského jazyka byly sčítány spolu s češtinou.

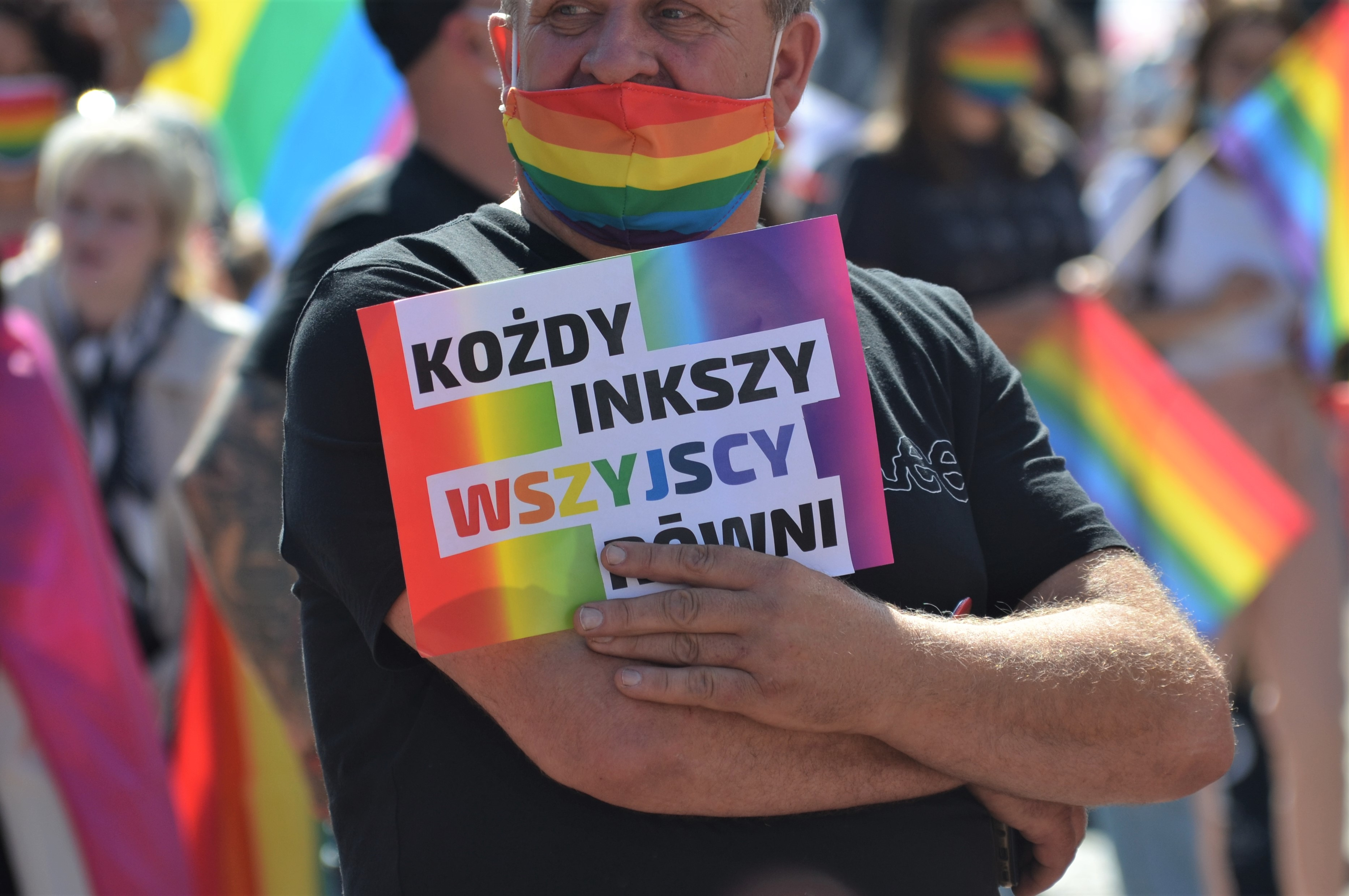
Slezština ve veřejném prostoru: transparent Každý jiný, všichni rovní na průvodu LGBT hrdosti

Jedná se o západoslovanský jazyk náležící k lechické větvi stejně jako polština a kašubština, který vykazuje mnoho společných rysů také s češtinou či slovenštinou a zejména v oblasti slovní zásoby a syntaxe je silně poznamenána německými vlivy. Podle klasifikace Alfreda Zaręby ze 60. let 20. století se tradiční slezština dělí na deset nářečních skupin: kluczborskou, opolskou, nemodlínskou, prudnickou, hlivickou, hlivicko-opolského pomezí, slezsko-malopolského pomezí, těšínskou, jablunkovskou a slezsko-lašského pomezí.
V praxi současná běžně mluvená podoba kolísá od „čisté“ slezštiny, která je pro Poláky méně srozumitelná než slovenština pro Čechy, přes jazyk smíšeného typu po regionálně zabarvenou polštinu s určitým přízvukem a specifickou slovní zásobou. V Česku se slezština používá zejména na západním Těšínsku, kde je silně ovlivňována češtinou a samotnými uživateli nejčastěji označována jako ponašymu. Na životnosti jazyka se negativně odrazily demografické změny po druhé světové válce a asimilační politika státu. Hovoří se o třech základních variantách současného slezského jazyka: centrální (katovicko-rybnické), opolské a těšínské. Nektěří jazykovědci a aktivisté považují za součást slezštiny také lašská nářečí. Potomci hornoslezských emigrantů v Texasu hovoří texaskou slezštinou.
Status jazyka je sporný. Ve 20. století ho většina jazykovědců řadila mezi dialekty polštiny. Po roce 2000 oživly snahy o kodifikaci spisovné slezštiny a nastal rozmach slezsky psané literatury, slezština se též stále více začala objevovat na internetu a ve veřejném prostoru. V komunitě slezských aktivistů sílí snahy o její kodifikaci – prosazení jednotného pravopisu, vydání kompletního slovníku a vytvoření jazykového korpusu. Otázka uznání slezštiny menšinovým jazykem je v Polsku dlouhodobě předmětem politického sporu.
Původní jazyk německých obyvatel Slezska, dnes již téměř vymřelý, se nazývá slezská němčina.

## Slezské etnické skupiny

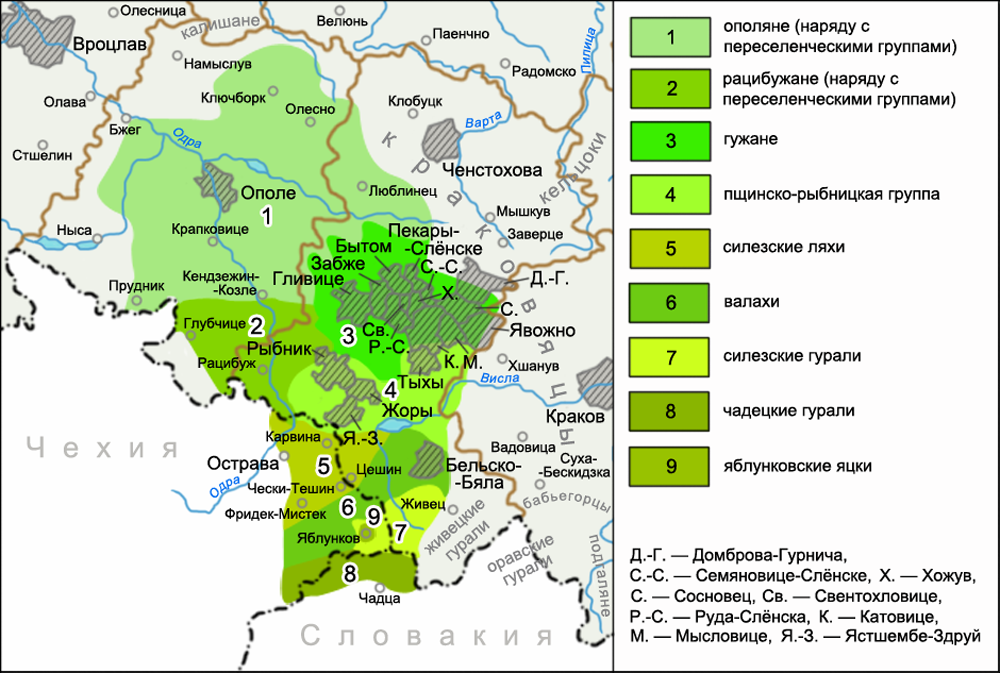
Etnické skupiny v Horním Slezsku podle Janusze Kamockého:
1. Ôpolany a jejich podskupiny
2. Raciborzany (zahrnutá i část území Moravců)
3. Gōrzany
4. skupina pštinsko-rybnická
5. Lachy
6. Wałachy
7. Gorole
8. Čadečtí horalé
9. Jablunkovští Jackové

Etnografové v 19. a první polovině 20. století řadili k Slezanům následující slovanské etnické skupiny:
- Chwalimiŏki (Chwalimáci) – malá skupina slezských evangelíků usedlá ve velkopolské obci Chwalim
- Čadečtí horalé – skupina slezsko-malopolského původu obývající severní Kysuce, začátkem 19. století jich část odešla do jižní Bukoviny, kde založili tři obce poblíž Sučavy
- Gorole (slezští Horalé) – ve Slezských a Moravskoslezských Beskydech na jihu Těšínska
- Gōrzany – na východě Horního Slezska v místech, kde se teď rozkládá katovická konurbace; název odvozen od slova gōra („hora“), které v minulosti neslo též význam „důl“
  - Bytōmiŏki (Bytomáci) – kolem města Bytom
- Jablunkovští Jackové – obyvatelé Jablunkova s folklorem a kroji ovlivněnými maďarskou kulturou, čímž se odlišovali od okolních Gorolů
- Lachy neboli Dōlany (slezští Laši) – na severozápadě Těšínska
- Moravci – na jižním Ratibořsku včetně Hlučínska a Hlubčicku, jejich identita byla ovlivněna příslušností k olomoucké diecézi na rozdíl od zbytku Slezska (tzv. slezská Morava)
- Ôpolany (Opolané) – v centrální části Horního Slezska, dělí se na podskupiny:
  - Bajŏki – na Kozelsku
  - Borosie – na Tułowicku
  - Golŏki – východně od Prudníku
  - Kobylŏrze – v oblasti Hory Svaté Anny, Strzelců a Toszku
  - Krysiŏki – kolem Opolí
  - Lyśniŏki – „v lesích“ severně od Opolí
  - Ôdrzŏki – na Odře
  - Podlysiŏki – „u lesů“ na Prudnicku
  - Zaôdrzŏki – „za Odrou“
  - Ôlyśniŏki, Kluczborzany, Zalesiŏki, Szablŏki, Sieblŏki – menší skupiny na Kluczborsku, Olesku a Lubliniecku
- Raciborzany (Ratibořané) i Krawŏki – na Ratibořsku
- skupina pštinsko-rybnická
- Wałachy (Valaši) – na středním Těšínsku mezi Goroly a Lachy
- Hazŏki – skupina slezského původu usedlá ve velkopolském pohraničí na Rawiczsku

V důsledku civilizačních změn ve 20. století tyto tradiční etnické skupiny prakticky zanikly. Dnes je připomínají jen aktivity folklorních souborů a částečně nářeční rozdíly (byť ty s nimi nekorespondují přesně). Novodobí Slezané se dělí spíš podle své národnostní identifikace, toho, jestli žijí v silně urbanizované industriální části Horního Slezska či nikoli, na Cysarŏki (Císařáci – obyvatelé bývalého Rakouského Slezska) a Hanysy potažmo Prajzáky (obyvatelé bývalého Pruského Slezska), nebo také na Pniŏki (Pně – starousedlíci), Krzŏki (Keře – žijící v regionu delší dobu) a Ptŏki (Ptáci – noví nebo přechodní osadníci). Výraz Gorol se v industriální části Pruského Slezska používá ve významu „Polák z vnitrozemí“ nebo „polský přistěhovalec“ (odvozeno od malopolských horalů, kteří v 19. století tvořili podstatnou část ekonomických migrantů v Horním Slezsku), na Opolsku je jeho synonymem výraz Chadziaj (odvozeno od ruského хозя́ин (chazjain) – „hospodář“), oba mají hanlivý nádech stejně jako označení Werbusy pro Poláky „naverbované“ v období socialismu do práce ve slezském průmyslu. Těšínští starousedlíci si také říkají Tustelocy. Od 17. do 20. století se pro slovanské Hornoslezany běžně používal výraz Vasrpoláci (Wasserpolen, Wasserpolacken) odvozen od toho, že jedním z jejich typických povolání bylo plavení zboží po Odře.

## Němečtí Slezané

Jazyková situace v Pruském Slezsku v roce 1905

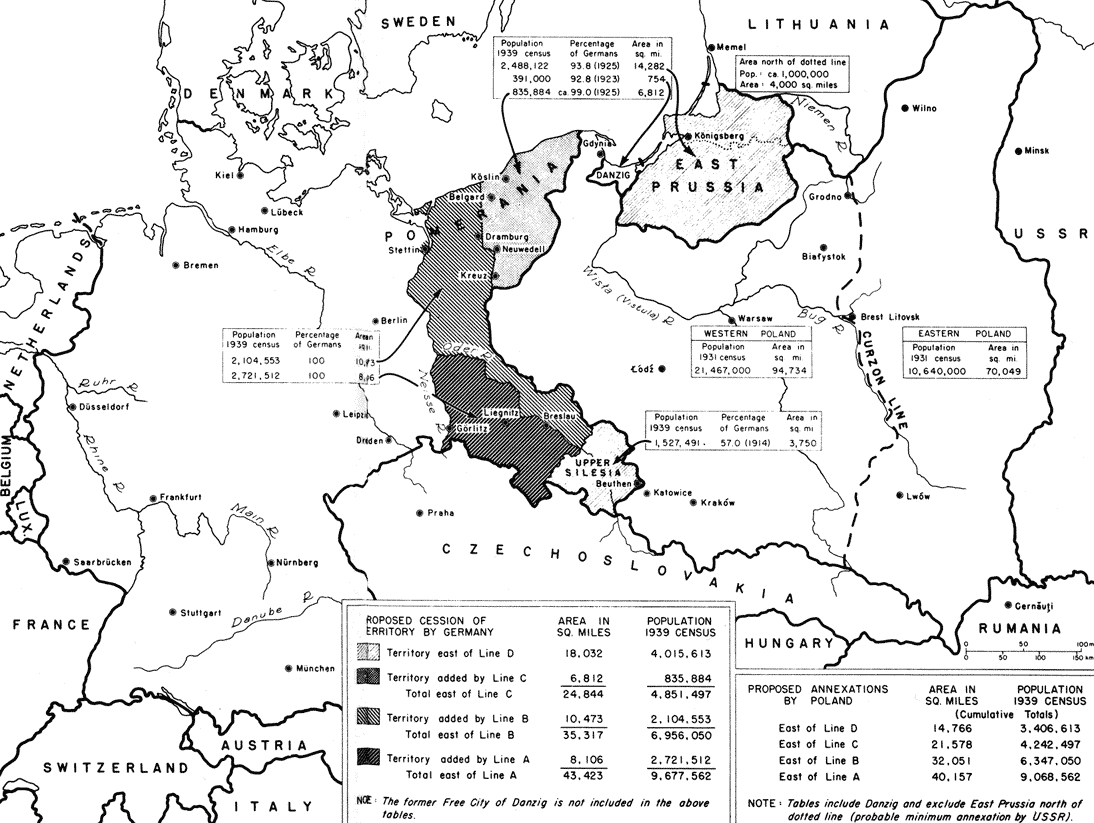
Mapa německé populace určené k vysídlení z území připadlých Polsku včetně Slezska

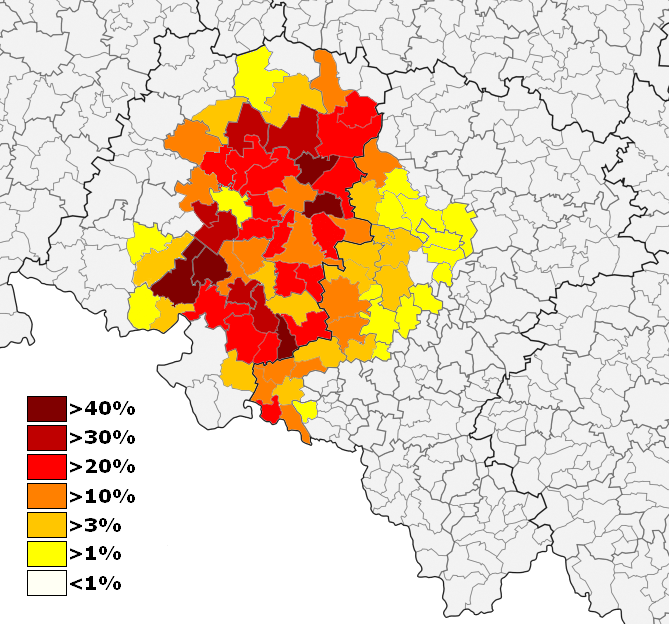
Německá národnost v polském Slezsku v roce 2002

Němčina byla v roce 1905 mateřským jazykem pro 71,8 % (3 548 876) obyvatel pruské provincie Slezsko (viz mapa). V Dolním Slezsku žili téměř výhradně Němci, v Horním Slezsku (vládním obvodu Opolí) tvořili početnou menšinu, přičemž ve větších městech převažovali. V Rakouském Slezsku uvedlo při sčítání lidu v roce 1910 43,9 % (325 530) obyvatel němčinu jako obcovací řeč. Němci tvořili drtivou většinu na Opavsku, Krnovsku a Jesenicku a také okolo města Bílska. Slezská němčina se dělila na sedm nářečních skupin: Niederländisch na severu Dolního Slezska, Kräutermundart ve středu Dolního Slezska včetně vratislavského nářečí, Gebirgsschlesisch (horská slezština) v podhůří Sudet, Glätzisch (kladskou), Brieg-Grottkauer (břežsko-grodkówskou) a Oberschlesisch (hornoslezskou).
V letech 1945–1947 proběhlo na základě ujednání Postupimské konference vysídlení Němců ze Slezska, kterému předcházely spontánní útěk před blížící se sovětskou armádou a „divoký odsun“ na jaře 1945. Do roku 1950 bylo 3,6 milionů vysídlených slezských Němců přijato v Německé spolkové republice a v Německé demokratické republice, z toho zhruba dvě třetiny na západě a jedna třetina na východě. V roce 1970 byl v západoněmeckém sčítání lidu naposledy zjišťován Vertriebenenstatus, tj. status vyhnance. Tehdy žil v Severním Porýní-Vestfálsku jeden milion, v Dolním Sasku 600 tisíc, v Bavorsku 460 tisíc a v Hesensku okolo 200 tisíc odsunutých Slezanů (slezských Němců) a jejich potomků.
Část obyvatel však zůstala, a to na základě smíšených manželství nebo jako odborníci v průmyslu, kteří pro svou nepostradatelnost nebyli zařazeni k odsunu a naopak jim bylo zakázáno opustit nové Polsko, popř. Československo. Zejména v oblasti Valbřichu žily i po roce 1947 tisíce Němců zaměstnaných v hornickém a hutnickém průmyslu, oficiální údaje pro celé Vratislavské vojvodství z roku 1950 hovoří o 51 578 osobách. Po ukončení odsunu a vzniku NDR umožnila polská správa v Dolním Slezsku otevřít základní a střední školy s německým jazykem vyučovacím, založit německý kulturní spolek a vydávat německojazyčný týdeník (později deník) „Arbeiterstimme“. Velká část těchto zůstavších dolnoslezských Němců však dobrovolně opustila Polsko během vystěhovalecké vlny v letech 1955–1959.
V Horním Slezsku byl odsun proveden v mnohem menším rozsahu (proběhla tzv. národnostní verifikace a původní obyvatelé mohli zpravidla zůstat, pokud složili příslib věrnosti polskému národu a státu), ale zato polská správa zavedla politiku násilné polonizace etnicky smíšeného a národnostně nevyhraněného obyvatelstva. Potíralo se používání němčiny, na hornoslezských školách se na rozdíl od zbytku země vyučovala němčina i jako cizí jazyk jen ojediněle, byla provedena akce popolšťování křestních jmen a příjmení, regionální kulturní činnost se prakticky omezila na folklorní úroveň. Několik set tisíc Hornoslezanů se v letech 1950–1990 rozhodlo emigrovat do Západního Německa.
Po uvolnění poměrů v roce 1989 se německá národnost znovu objevila na slezské scéně. Vznikly německé kulturní spolky a od roku 1990 aktivně působí v polské části Horního Slezska politická strana Mniejszość Niemiecka – Deutsche Minderheit, která je v mnoha obcích Opolského vojvodství nejsilnějším uskupením. Ve 31 hornoslezských gminách platí nyní dvojjazyčnost. Při sčítání lidu v roce 2002 se k německé národnosti přihlásilo 138 737 osob v Opolském a Slezském vojvodství, v roce 2011 pak 113 782. Německou identitu v současnosti přijímají často potomci někdejších „Vasrpoláků“ a Moravců, jejichž rodnou řečí není němčina, nýbrž slovanská nářečí, a jedná se tak především o projev regionální příslušnosti a vymezení se proti polské většině. V české části Slezska se k německé národnosti nyní hlásí zanedbatelný počet obyvatel (1 679 v roce 2002), byť vazby na Německo jsou velmi silné na Hlučínsku, jež bylo v minulosti součástí německého státu, a mnoho tamních rodáků je držiteli německých pasů.